# Pascal Bodmer
Pascal Bodmer (* 4. Januar 1991 in Balingen) ist ein ehemaliger deutscher Skispringer aus Hossingen.

## Werdegang
Am 4. Januar 1991 wurde Pascal Bodmer als Kind des Kfz-Mechanikers Werner Bodmer und seiner Frau Alice in Balingen geboren. Im Alter von fünf Jahren begleitete er seinen Bruder Patrick zum Alpinen und kurz danach zum Skispringen beim Skiverein Meßstetten. Mit fünf Jahren begann Bodmer mit dem Skispringen. 2002 war der damals Elfjährige zweitbester Springer des Deutschen Skiverbands (DSV) und Bester der ARGE Baden-Württemberg (Schwäbischer Jugendmeister 2002). In den kommenden Jahren steigerte der Nachwuchsspringer sich stets bei den Schülerwettbewerben und gehörte zu den besten Jugendlichen des DSV. Ab Sommer 2005 gehörte er dem C-Kader des Deutschen Skiverbands an. Seit September 2006 besuchte er das Skiinternat Furtwangen (SKIF) in Furtwangen im Schwarzwald. Dort trainierte er im C-Kader zusammen mit seinem Bruder Patrick (damals D-Kader) und weiteren Skisprungtalenten.
2005 wurde Bodmer mit dem Team OPA Deutscher Schülermeister. Bei den OPA-Spielen 2006 belegte er den fünften Platz und im Juli 2006 den 22. Platz im Continental Cup. Im Deutschlandpokal holte er den Sieg, im Alpencup wurde er Dritter. Bei den Deutschen Meisterschaften 2006 belegte er den sechsten Rang. Bei den Juniorenweltmeisterschaften 2007 in Tarvisio (Italien) erreichte er im Einzelspringen den 18. und mit dem Team den vierten Platz. Im Februar 2007 belegte Bodmer beim Weltcupspringen in Klingenthal den 29. Platz und erhielt dafür seine ersten beiden Weltcuppunkte. Ab der Saison 2007/08 gehörte er dem B-Kader an. Bei den Juniorenweltmeisterschaften 2008 in Zakopane (Polen) erreichte er im Einzelspringen den 11. Platz und gewann mit dem Team die Goldmedaille. Am 5. Juli 2008 gewann er das Continental-Cup-Springen in Velenje und wurde Gesamtneunter der damaligen Saison. Am 19. Juli 2008 wurde Bodmer in der Vogtland Arena in Klingenthal deutscher Meister im Skispringen (Herren und Junioren). Bei der Vierschanzentournee 2008/09 konnte er lediglich in der Qualifikation zum Neujahresspringen in Garmisch-Partenkirchen überzeugen. Ein Jahr später errang er mit dem Team „Baden-Württemberg“ erneut den ersten Platz bei der Deutschen Meisterschaft.
Bei den Juniorenweltmeisterschaften 2009 in Štrbské Pleso (Slowakei) erreichte er im Einzelspringen den vierten Platz und gewann mit dem Team die Silbermedaille. Im Sommer 2009 schloss Bodmer das Skiinternat Furtwangen mit dem Berufskolleg 2 (Wirtschaft) ab. Danach wurde er Sportsoldat der Sportfördergruppe der Bundeswehr in Todtnau-Fahl und zog nach Stegen im oberen Dreisamtal, wo er mit Kevin Horlacher lebte. Zunächst trainierte er im Schwarzwald mit dem ehemaligen österreichischen Springer Stefan Horngacher, dann gemeinsam mit Martin Schmitt am Olympiastützpunkt Hinterzarten bei Coach Rolf Schilli. Sein aktueller Dienstgrad ist Obergefreiter.
Zum Auftakt der Olympiasaison 2009/10 schaffte Bodmer am 28. November 2009 sein bislang bestes Weltcupergebnis. Zunächst verhalf er dem Team zu Platz zwei und im ersten Einzelspringen der Saison erreichte er überraschend den 2. Platz. Bei der Vierschanzentournee 2009/10 kam er beim Sieg des Österreichers Andreas Kofler auf einen siebten Platz. Bei den Juniorenweltmeisterschaften 2010 in Hinterzarten erreichte er im Einzelspringen den 20. Platz und gewann mit dem Team die Silbermedaille. Am 7. Februar 2010 gewann er mit der deutschen Mannschaft, zu der außer ihm auch Michael Neumayer, Martin Schmitt und Michael Uhrmann gehörten, den Team-Wettbewerb auf der Mühlenkopfschanze in Willingen im Rahmen der FIS-Team-Tour 2010. Bei den Olympischen Winterspielen 2010 in Vancouver schied Bodmer im Springen von der Normalschanze punktgleich mit Stefan Hula als 31. nach dem ersten Durchgang aus.
Bei der Vierschanzentournee 2010/11 erzielte er den 25. Platz in der Gesamtrangliste. Am 29. Dezember 2011 gelang es ihm nicht, sich auf der Schattenbergschanze in Oberstdorf für die 60. Vierschanzentournee 2011/12 zu qualifizieren.
Seine persönliche Bestleistung liegt bei 189,5 m, gesprungen am 4. Februar 2011 auf der Heini-Klopfer-Skiflugschanze in Oberstdorf.

## Erfolge

### Chronologisch
Saison 2009/10
- Vierschanzentournee: 7. Platz

Saison 2007/08
- Jugendweltmeisterschaft Nordisch in Zakopane (Team): 1. Platz[9]
- Deutscher Meister (Juli 2008)[9]

Saison 2006/07
- Weltcup Neustadt: 29. Platz[9]
- OPA-Alpencup: 6. Platz[9]
- Deutsche Jugendmeisterschaft (Team): 1. Platz[9]
- Deutsche Jugendmeisterschaft: 3. Platz[9]

Saison 2005/06
- Brotterode: Platz 1 und 4 DP[9]
- OPA Spiele: 9. Platz[9]
- Deutschen Jugendmeisterschaft (Team): 4. Platz[9]
- OPA-Alpencup-Finale in Prajelatto/Turin: 21. Platz[9]

### Weltcupsiege im Team
| Nr. | Datum           | Ort       | Typ         |
| --- | --------------- | --------- | ----------- |
| 1.  | 7. Februar 2010 | Willingen | Großschanze |

### Weltcup-Platzierungen
| Saison  | Platz | Punkte |
| ------- | ----- | ------ |
| 2006/07 | 88.   | 002    |
| 2008/09 | 55.   | 023    |
| 2009/10 | 19.   | 336    |
| 2010/11 | 33.   | 122    |